# Molise Tau
Molise Tau es un deportista lesotense que compitió en taekwondo. Ganó dos medallas en los Juegos Panafricanos en los años 1987 y 1991.

## Palmarés internacional
| Juegos Panafricanos | Juegos Panafricanos | Juegos Panafricanos | Juegos Panafricanos |
| Año                 | Lugar               | Medalla             | Categoría           |
| ------------------- | ------------------- | ------------------- | ------------------- |
| 1987                | Nairobi (Kenia)     | Medalla de oro      | –64 kg              |
| 1991                | El Cairo (Egipto)   | Medalla de bronce   | –64 kg              |